# Ramulus gansuense
Ramulus gansuense är en insektsart som först beskrevs av Chen, S.C. och H.J. Wang 2005.  Ramulus gansuense ingår i släktet Ramulus och familjen Phasmatidae. Inga underarter finns listade i Catalogue of Life.